# Птолемей (войник)
Вижте пояснителната страница за други личности с името Птолемей.
Птолемей (на старогръцки: Πτολεμαῖος; на латински: Ptolemaios, † 334 г. пр. Хр. в Халикарнас, дн. Бодрум) e офицер, телохранител (somatophylax) на македонския цар Александър Велики. Той го придружава от 334 г. пр. Хр. в неговия поход в Азия. При обсадата на Халикарнас същата година Птолемей е командир на две отделения (taxeis) на леки инфантеристи (вероятно хипасписти) и е убит в боевете. Неговото място при телохранителите е взето от Хефестион.
Птолемей е вероятно баща на този Птолемей, който на Конференцията в Трипарадис 320 г. пр. Хр. е назначен за телохранител на цар Филип III Аридей.